# یخچال طبیعی راب روی
یخچال طبیعی راب روی (به لاتین: Rob Roy Glacier) یک یخچال طبیعی در نیوزیلند است که در Mount Aspiring National Park واقع شده‌است.